# スペインにおける美術品の修復問題
スペインにおける美術品の修復問題（スペインにおけるびじゅつひんのしゅうふくもんだい）では、スペインにおいて美術品が修復作業によって大きく改変される事例が相次いで起きている問題について記述する。

## 概要
スペインでは2010年代以降、絵画や彫刻などの美術品が、素人による修復の結果、大きく様変わりする事例の発生が相次いでいる。こうした事態が起きる原因について、スペイン美術保全協会 (西: Asociación Profesional de Conservadores Restauradores de España ; ACRE) は、2020年に発表したプレスリリースの中で「保存および修復の専門家は、仕事の機会に恵まれず、活動拠点を海外に移転したり廃業したりすることを余儀なくされており、このことによって保存・修復の業界が弱体化している」との旨の指摘を行っている。
スペインでは、2020年の時点において、専門家ではない者が美術品を修復することを禁じる法令が整備されておらず、同協会はこのことを非難している。

## 事例

### 『この人を見よ』

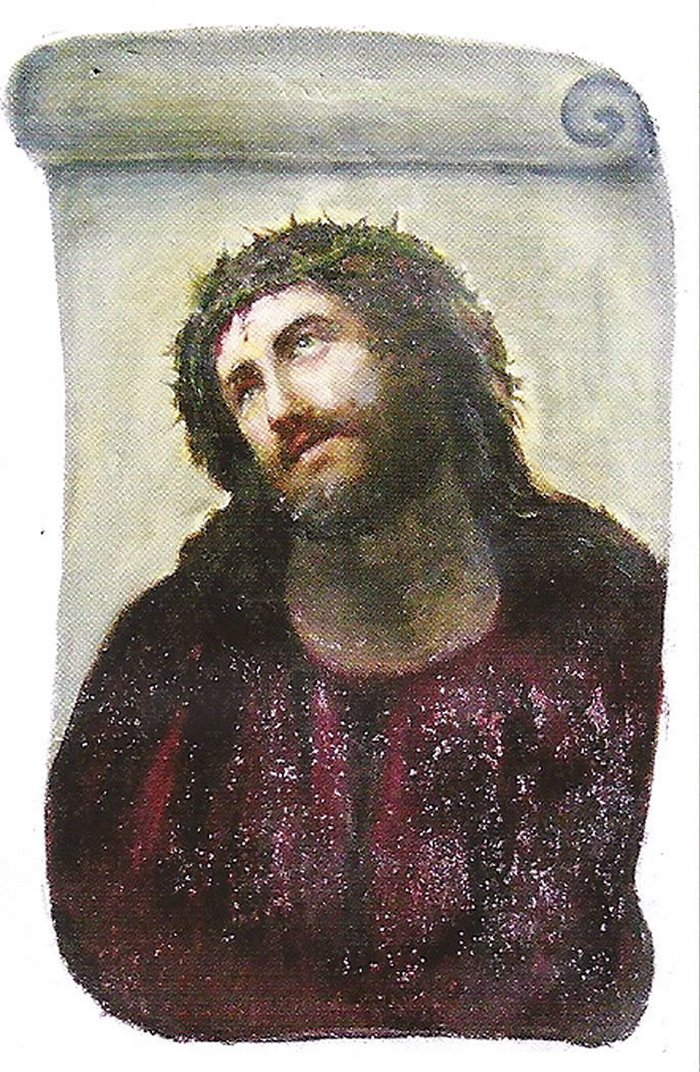
『この人を見よ』

アラゴン州サラゴサ県ボルハ市のサントゥアリオ・デ・ミセリコルディア地区にあるサントゥアリオ・デ・ミセリコルディア教会（西: la iglesia del Santuario de Misericordia, 英: the Sanctuary of Mercy church）のフレスコ画『この人を見よ』は、イエス・キリストを描いたものであるが、2012年にアマチュアの画家で、修復については素人の女性、セシリア・ヒメネス (Cecilia Giménez) によって修復が行われた結果、キリストがサルのようであるとも形容されるものとなり、「サルのキリスト」と呼ばれるようになった。

### 聖ホルヘ像

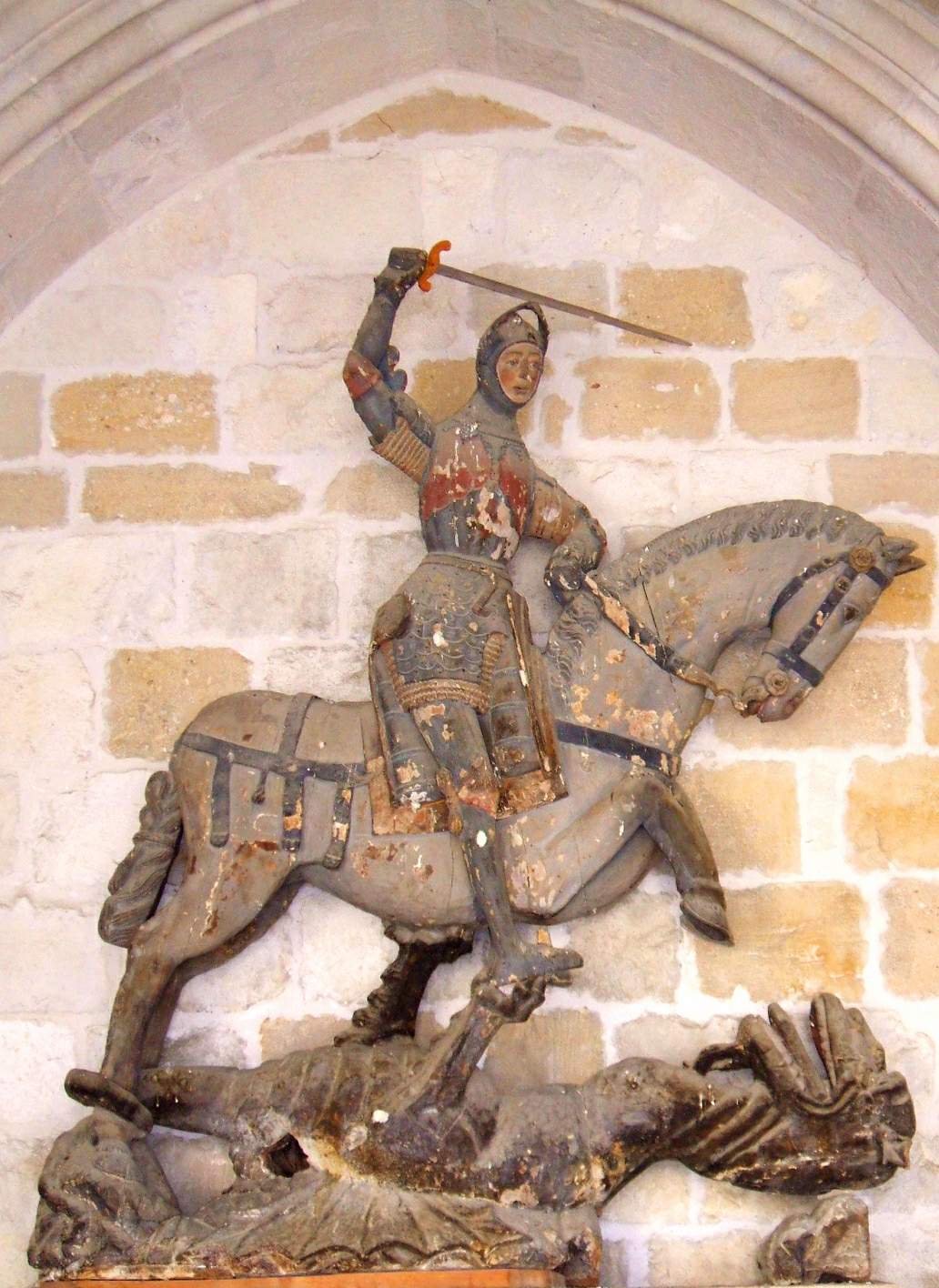
聖ホルヘ像

ナバーラ州エステーリャの聖ミゲル教会にある、16世紀に制作された木彫りの聖ホルヘ像は、2018年に地元の美術教師が修復のために塗り直しを行った結果、大きく改変し、漫画『タンタンの冒険』に登場するタンタン、あるいはアニメーション映画『トイ・ストーリー』に登場するウッディのようであるとも形容されるものとなった。
スペイン美術保全協会は、「今回の塗り直しによって、文化財への介入に対する規制を強化しなければならないことが明らかになった」との旨の声明を発表した。この聖像については、後に専門家による修復が実施された。

### 聖母子像
2018年、アストゥリアス州のエルラニャドイロ (El Ranadoiro) の礼拝堂にある、15世紀に制作された木彫りの聖母子像に対して、修復に関しては素人の女性教区民によって修復が行われた。この聖像は、聖母マリアとイエス・キリスト、ペトロを象った彫刻であり、もともとは自然の色調をしていたが、修復によって、マリアのスカーフは明るいピンク色に、キリストのローブは明るい緑色に塗られ、ペトロの服は深い赤色に塗られた。女性教区民は、「自分に似合う色を使って塗色した」「周りのみんなも気に入ってくれている」との旨を述べている。

### 『無原罪の御宿り』の複製画
2020年、バレンシアに住む美術品収集家からの依頼で、バルトロメ・エステバン・ムリーリョによる絵画『無原罪の御宿り』の複製画の修復を家具修復業者が行ったところ、作品は大きく改変した。文化遺産の保存および修復に関する専門家、フェルナンド・カレラは、「この家具修復業者のような人物を保存修復士と呼ぶべきではない」「彼らは作品を破壊している」との旨を述べている。

### 建物の装飾彫刻

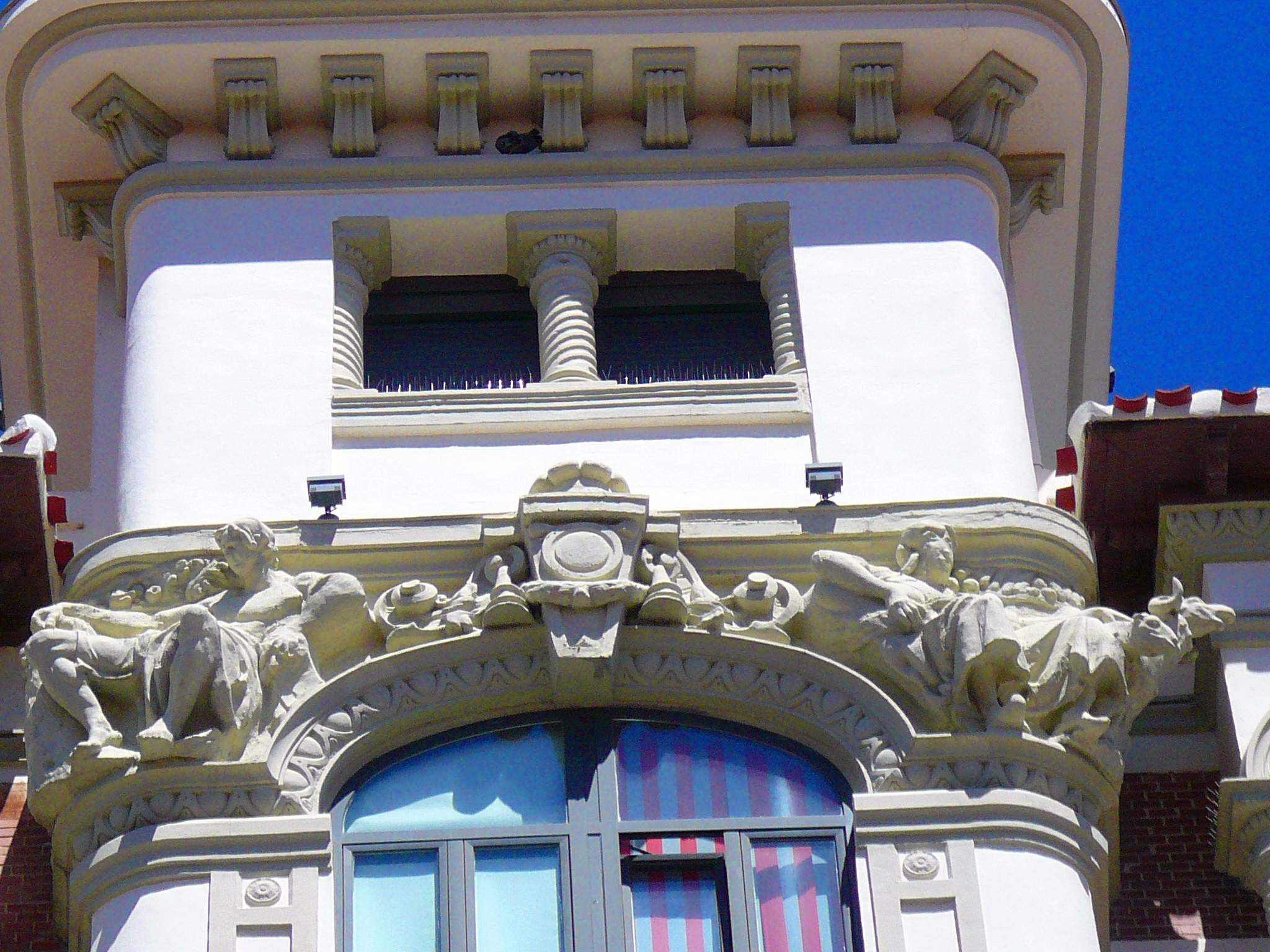
建物の装飾彫刻

カスティーリャ・イ・レオン州パレンシア県のパレンシアのマヨール通り (es:Calle Mayor de Palencia) 9番地にある、ウニカハ銀行が入っている建物のファサードに装飾用に施された彫像が、素人の修復家が手がけた修復によって大きく改変した。
彫像は1923年に公開されたもので、もともとは、家畜に囲まれながら微笑んでいる農業従事者の女性を象ったものであったが、修復の結果、アニメーション映画『トイ・ストーリー』に登場するキャラクター、ミスター・ポテトヘッド、あるいはアメリカ合衆国の政治家、ドナルド・トランプのようであるとも形容される表情となった。
2020年11月、スペイン人画家のアントニオ・グスマン・カペルが修復前と修復後の写真を投稿したことにより、一般に知られることとなった。スペイン美術保全協会は、「プロフェッショナルの修復ではない」との旨をTwitterに投稿している。